# Стилпу (Джурджу)
Стилпу (рум. Stâlpu) — село у повіті Джурджу в Румунії. Входить до складу комуни Єпурешть.
Село розташоване на відстані 27 км на південний захід від Бухареста, 42 км на північ від Джурджу.

## Населення
За даними перепису населення 2002 року у селі проживали 300 осіб, усі — румуни. Усі жителі села рідною мовою назвали румунську.